# The Prodigal Son
The Prodigal Son je studiové album amerického hudebníka Ry Coodera. Vydáno bylo 11. května roku 2018 společností Fantasy Records. Vydání alba bylo oznámeno 1. března 2018, kdy byla zároveň zveřejněna první píseň – „Shrinking Man“. Kromě autorských písní, což je mimo jiné případ tohoto singlu, bude album obsahovat coververze písní například od Blind Willieho Johnsona, Blind Roosevelta Gravese či Alfreda Reeda. Spoluautorem několika písní je Cooderův syn Joachim, který je rovněž spolu se svým otcem producentem alba. Jde o Cooderovo první album po šesti letech – to předchozí, nazvané Election Special, vydal roku 2012.

## Seznam skladeb
1. Straight Street
2. Shrinking Man
3. Gentrification
4. Everybody Ought to Treat a Stranger Right
5. The Prodigal Son
6. Nobody’s Fault But Mine
7. You Must Unload
8. I'll Be Rested When the Roll Is Called
9. Harbor of Love
10. Jesus and Woody
11. In His Care

## Obsazení
- Ry Cooder – zpěv, kytara, banjo, mandolína, baskytara, klávesy
- Joachim Cooder – bicí, perkuse
- Robert Francis – basa
- Aubrey Haynie – housle
- Arnold McCuller – zpěv
- Bobby King – zpěv
- Terry Evans – zpěv